# Río Colin
El Colin es un río de Francia que atraviesa el departamento de Cher en la región del Centro-Valle del Loira. Tiene su origen en el territorio municipal de Morogues, drena generalmente en dirección sudoeste y después de 29,1 kilómetros desemboca en el Yèvre como afluente derecho en el territorio municipal de Saint-Germain-du-Puy.

## Lugares en el río
(secuencia en la dirección del flujo)
- Les Nadeaux, municipio de Morogues
- Morogues
- Aubinges
- Les Aix-d'Angillon
- Sainte-Solange
- Saint-Germain-du-Puy